# Kościół Podwyższenia Krzyża Świętego w Piszczacu

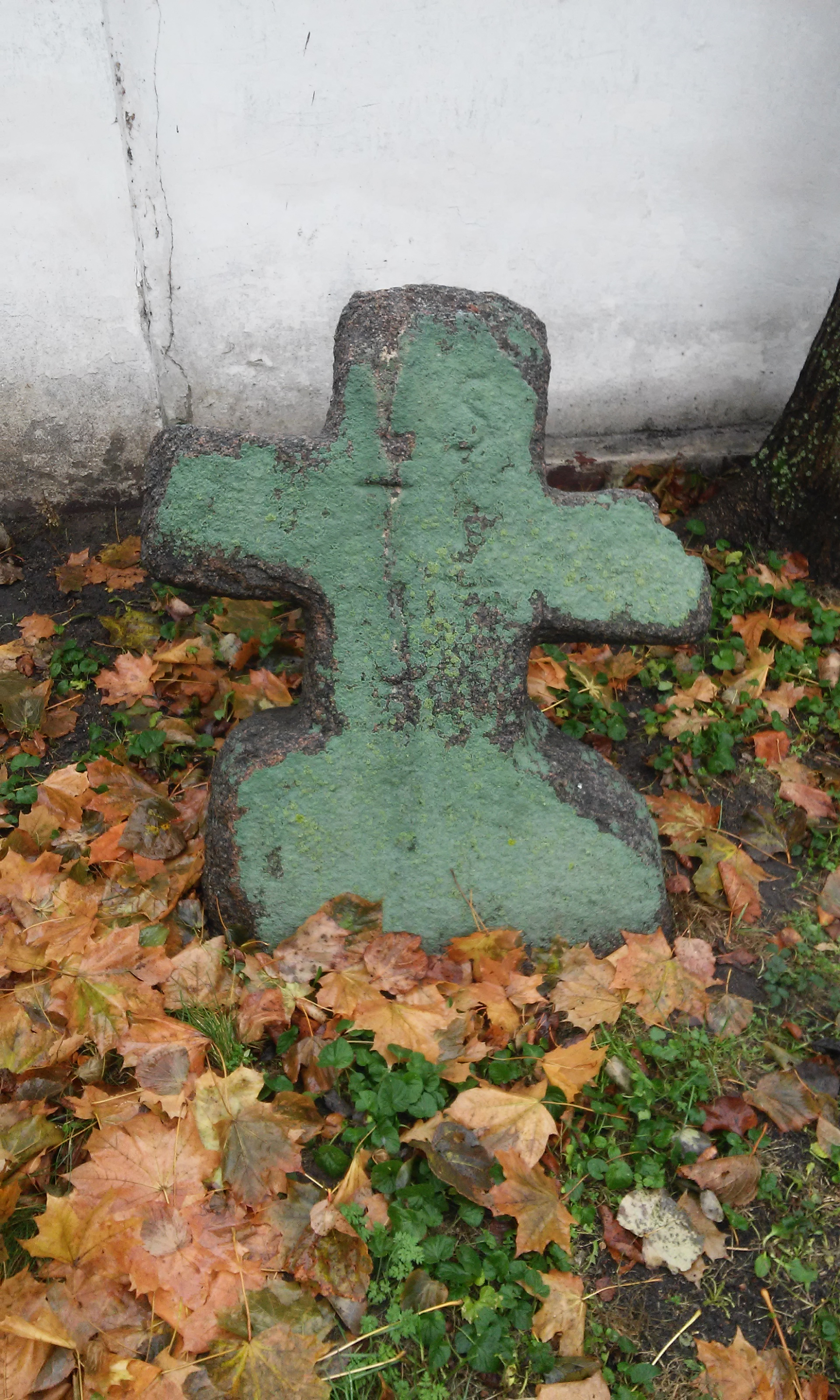
Krzyż - pozostałość dawnego cmentarza prawosławnego

Kościół Podwyższenia Krzyża Pańskiego – rzymskokatolicki kościół w Piszczacu, wzniesiony w 1907 jako cerkiew prawosławna. Położony na terenie dawnego cmentarza, przy rynku w miejscowości.

## Historia

### Pierwsze kościoły w Piszczacu
Parafia rzymskokatolicka w Piszczacu została najprawdopodobniej erygowana w II poł. XV w., pierwsza wzmianka o niej pochodzi z r. 1500. W 1566 otrzymała uposażenie, które w 1671 rozszerzył król Michał Korybut Wiśniowiecki. W 1726 Anna Radziwiłłowa zbudowała na miejscu starszej świątyni nowy kościół, który przetrwał do wojen napoleońskich, kiedy został całkowicie zniszczony. Obiekt sakralny odbudował miejscowy dziedzic Antoni Nieprzecki.
W latach 1840–1875 kościół w Piszczacu był użytkowany zarówno przez parafię łacińską, jak i przez miejscowych unitów. W 1892 władze rosyjskie zamknęły rzymskokatolicką placówkę duszpasterską w Piszczacu, a jej świątynię nakazały zaadaptować na cerkiew. Trzy lata później dawny kościół został całkowicie rozebrany, a z pozyskanego w ten sposób materiału zbudowano w Piszczacu szkołę. Nowy kościół został zbudowany w Piszczacu w 1906 i działał jako filia parafii w Terespolu.

### Murowany kościół z 1907
W 1907 w Piszczacu wzniesiona została nowa murowana cerkiew. Obiekt ten pozostawał w rękach prawosławnych do 1919, gdy został zrewindykowany na rzecz Kościoła katolickiego. W związku z przejęciem świątyni katolicy z Piszczaca zrezygnowali z użytkowania drewnianego kościoła z 1906 i przekazali go do wsi Zarzecze. W dwudziestoleciu międzywojennym parafia łacińska w Piszczacu dokonała remontu i rozbudowy dawnej cerkwi, zacierając pierwotne cechy stylowe. W 1931 rozebrano kopułę, zastępując ją wieżą. Kościół był odtąd nieprzerwanie czynny z wyjątkiem r. 1941, gdy wojska niemieckie urządziły w nim szpital polowy. Po zniszczeniach wojennych obiekt odremontowano w 1950. W 1986 wykonano w nim malowidła ścienne.

## Architektura
Dawna cerkiew w Piszczacu reprezentowała pierwotnie styl bizantyjsko-rosyjski, który po przebudowie został całkowicie zatarty. Obiekt wzniesiono z cegły, na planie krzyża, z jedną nawą i parą prostokątnych kaplic na wysokości czwartego z pięciu przęseł. Od frontu wznosi się dwukondygnacyjna wieża położona na osi budynku, zakończona ośmioboczną latarnią. Obiekt nie jest orientowany, prezbiterium zwrócone jest na północ. Kościół posiada dach dwuspadowy nad nawą i trójspadowy nad prezbiterium, nad przylegającą do niego zakrystią znajduje się natomiast dach pulpitowy. Na teren kościelny prowadzi zabytkowa brama wzniesiona równocześnie z cerkwią w 1907 i przebudowana w 1949.
Wnętrze obiektu sklepione jest kolebkowo. Znajdują się w nim trzy starsze ołtarze powstałe na pocz. XX wieku na potrzeby drewnianego kościoła zbudowanego w 1906 oraz dwa nowsze, zbudowane już po II wojnie światowej. Z 1950 pochodzi ołtarz główny, z 1949 lewy ołtarz boczny z obrazem Chrztu Pańskiego z I poł. XIX w. Starsze ołtarze reprezentują styl zakopiański, znajdują się w nim gipsowe rzeźby Matki Boskiej z Lourdes oraz Najświętszego Serca Chrystusa. Ołtarz z 1906 w kaplicy zachodniej był prawdopodobnie pierwotnie ołtarzem głównym; znajduje się w nim posąg św. Józefa. W stylu zakopiańskim wykonano także powstałe w 1911 i remontowane po 1945 organy oraz ambonę, feretron i ławki. Z przełomu XIX i XX wieku pochodzi eklektyczna monstrancja.